# 前田斉広
前田 斉広（まえだ なりなが）は、加賀藩の第11代藩主。加賀前田家12代。第9代藩主・前田重教の次男。

## 来歴
金沢にて生まれる。重教が弟の第10代藩主治脩に家督を譲って隠居した後、生まれた息子である。寛政7年（1795年）、兄の斉敬が夭逝したため、代わって藩主治脩の養子となる。翌寛政8年（1796年）11月に江戸に出府、松平の名字を与えられ、12月に名（幼名）を亀万千から勝丸、さらに犬千代と改めた上で、通称を又左衛門、諱を利厚とする。寛政9年2月、将軍徳川家斉より偏諱を授かり斉広に改名する。正四位下左近衛権少将、筑前守に任じられる。享和2年（1802年）に、治脩の隠居により家督を継いだ。加賀守を称し、同年6月に左近衛権中将に任じられる。
治世の当初から親政を行い、藩の財政再建や政治改革を試みたが、任期中にロシアとの関係が緊張感を増して海防への強化を図る必要が生じたこと、1808年に金沢城二の丸が火災に遭ったことなど出費を強いられる出来事が続いた。また同年以降、水害などが続き米の収穫高が上がらなくなり、100万石の半分に満たない年が増えるようになった。1812年からは、江戸時代初頭に行われていた一連の農業改革（改作法）を復古させ、地域の有力者（十村）に運用を任せるとともに、1818年からは御国民成立仕法を打ち出し、藩士や百姓、町民の暮らしを安定させる経済政策を打ち出したがいずれも挫折。責任を十村に負わせて集団で処罰する出来事もあった。
高い政治意欲が結果に結びつかないまま文政5年（1822年）、嫡男の斉泰に家督を譲って隠居し、肥前守を称した。文政7年（1824年）に43歳で没した。
芥川龍之介の短編小説「煙管」（1916年）では、金無垢の煙管をモチーフとして、坊主たちと役人たちと斉広（作中では名を「なりひろ」と読んでいる）との心理的駆け引きがユーモラスに描かれている。

## 系譜
- 父：前田重教（1741年 - 1786年）
- 母：喜機、貞琳院 - 山脇氏
- 養父：前田治脩（1745年 - 1810年）
- 正室：琴姫（尾張徳川宗睦の養女 - 高須松平勝当の娘のち離縁）
- 継室：夙姫（隆子・眞龍院、鷹司政熙の二女）
- 側室：栄操院 八尾（家臣・小野木之庸の娘）
  - 長女：直姫（1809年 - 1825年） - 小倉藩小笠原忠徴婚約者
  - 長男：前田斉泰（1811年 - 1884年） - 加賀藩12代藩主
  - 次女：厚姫（1813年 - 1852年） - 会津藩主松平容敬室
  - 四女：寛姫（1815年 - 1856年） - 小倉藩主小笠原忠徴室
  - 次男：他亀次郎（1817年 - 1825年）
  - 六女：郁姫（1818年 - 1829年） - 鷹司輔熙婚約者
  - 七女：寿々姫（1819年 - 1835年） - 家臣・本多政和室、次姫と双生児
  - 八女：次姫（1819年 - 1823年）
  - 四男：延之助（1821年 - 1834年）
- 側室：遠成院 留奴（家臣・坂井成美の娘のち家臣・沢田施政に嫁す）
  - 三女：勇姫(寿正院)（1813年 - 1875年） - 大聖寺藩主前田利極室
- 側室：貞成院 登佐（加藤伝左衛門の孫娘）
  - 五女：タカ姫（1818年 - 1831年） - 久留米藩有馬頼永婚約者
- 側室：月光院 里（家臣・安田忠義の娘のち家臣・不破方叙に嫁す）
  - 三男：為三郎（1819年 - 1819年）

初め正室の琴姫とは享保3年（1803年）12月結婚したが、2年後の文化2年（1805年）8月、琴姫は病気を理由に実家高須藩の市ヶ谷藩邸に移ったまま戻らず、翌3年8月離縁した。後に近衛基前に再嫁している。継室の夙姫とは文化4年（1807年）12月に結婚した。前田家は後添えはもらわぬと称していたというが、斉広は慣例を破って継室を迎えた。また、初めての公家からの正室であった。

## 斉広の代の家臣
文政元年の江戸武鑑で見られる斉広の主要家臣は以下のとおり。
【八家の家老、年寄】長甲斐守（附役兼務）、前田伊勢守、本多安房守、横山山城守、前田土佐守、奥村助右衛門、村井又兵衛、奥村左京、前田右近
【その他の家老、年寄】津田玄蕃、横山蔵人、前田織江、前田修理（附役兼務）、前田兵部、前田権佐、前田式部、前田掃部
【用人】大橋作左衛門、渡辺久兵衛、杉江助四郎、寺西平左衛門
【附】（文政元年に単独で附職の者の記載なし）
【城使】長瀬善右衛門、岡田十郎左衛門、大島三左衛門、里見七左衛門
その後に登用された人物
【その他】遠藤高璟（城下の地図作成、時鐘の管理など）